# Tőkesúly
A tökesúly a vízi jármű legalsó hosszanti szerkezeti eleme . Egyes vitorlásokon hidrodinamikai és ellensúlyozó szerepe is lehet. A hajógerinc lefektetése gyakran egy hajó építésének elsõ lépése. A brit és amerikai hajóépítési hagyományok alapján ez az esemény jelzi egy hajóépítés kezdetét. 
A hajóépítésben a hajó vagy csónak fő szerkezeti eleme és gerince, amely hosszirányban a hajótest aljának közepén fut a törzstől a tatig.  Készülhet fából, fémből vagy más erős, merev anyagból.  Hagyományosan ez alkotta a fő elemet, amelyhez mindkét oldalon a bordákat rögzítették, és amelyhez a szár és a farcsont is rögzítve volt.  A főgerinc másik típusa – a tõkesúly – a hajó törzsének függőleges, lefelé irányuló meghosszabbítása, keskeny V-alakú;  a stabilitás és az oldalirányú ellenállás érdekében általában ballaszttal vagy súlyozottan van ellátva.